# UFC Fight Night: de Randamie vs. Ladd
UFC Fight Night: de Randamie vs. Ladd (conosciuto anche come UFC Fight Night 155 oppure UFC on ESPN+ 13) è stato un evento di arti marziali miste tenuto dalla Ultimate Fighting Championship il 13 luglio 2019 al Golden 1 Center di Sacramento, negli Stati Uniti d'America.

## Risultati
|                  | Divisione             |                      |                 |                    | Metodo                                      | Round           | Tempo           | Premio          |
| Card Principale  | Card Principale       | Card Principale      | Card Principale | Card Principale    | Card Principale                             | Card Principale | Card Principale | Card Principale |
| ---------------- | --------------------- | -------------------- | --------------- | ------------------ | ------------------------------------------- | --------------- | --------------- | --------------- |
|                  | Pesi gallo femminile  | Germaine de Randamie | batte           | Aspen Ladd         | KO tecnico (pugno)                          | 1               | 0:16            |                 |
|                  | Pesi gallo            | Urijah Faber         | batte           | Ricky Simon        | KO tecnico (pugni)                          | 1               | 0:46            | POTN            |
|                  | Pesi piuma            | Josh Emmett          | batte           | Mirsad Bektić      | KO tecnico (pugni)                          | 1               | 4:25            | POTN            |
|                  | Pesi medi             | Karl Roberson        | batte           | Wellington Turman  | Decisione non unanime (28–29, 29–28, 29–28) | 3               | 5:00            |                 |
|                  | Pesi medi             | Marvin Vettori       | batte           | Cézar Ferreira     | Decisione unanime (30–27, 30–27, 30–27)     | 3               | 5:00            |                 |
| Card Preliminare |                       |                      |                 |                    |                                             |                 |                 |                 |
|                  | Pesi mediomassimi     | John Allan           | batte           | Mike Rodriguez     | Decisione unanime (29–28, 29–28, 30–27)     | 3               | 5:00            |                 |
|                  | Pesi piuma            | Andre Fili           | batte           | Sheymon Moraes     | KO (pugni)                                  | 1               | 3:07            | POTN            |
|                  | Pesi gallo femminili  | Julianna Peña        | batte           | Nicco Montaño      | Decisione unanime (29–28, 29–28, 29–27)     | 3               | 5:00            |                 |
|                  | Pesi piuma            | Ryan Hall            | batte           | Darren Elkins      | Decisione unanime (29–28, 29–28, 30–27)     | 3               | 5:00            |                 |
|                  | Pesi gallo            | Jonathan Martinez    | batte           | Pingyuan Liu       | KO (ginocchiata)                            | 3               | 3:54            | POTN            |
|                  | Pesi paglia femminile | Brianna Van Buren    | batte           | Lívia Renata Souza | Decisione unanime (30–27, 30–27, 30–27)     | 3               | 5:00            |                 |
|                  | Pesi gallo            | Benito Lopez         | batte           | Vince Morales      | Decisione unanime (29–28, 29–28, 29–28)     | 3               | 5:00            |                 |

## Premi
I lottatori premiati ricevettero un bonus di 50.000 dollari.
Legenda:
- FOTN: Fight of the Night (vengono premiati entrambi gli atleti per il miglior incontro dell'evento)
- POTN: Performance of the Night (viene premiato il vincitore per la migliore performance dell'evento)